# پزم مچان (کنارک)
۲۵°۲۱′۳۲″ شمالی ۶۰°۲۰′۴۷″ شرقی / ۲۵٫۳۵۸۸۹°شمالی ۶۰٫۳۴۶۳۹°شرقی
پزم مچان،  روستایی از توابع بخش مرکزی شهرستان کنارک در استان سیستان و بلوچستان ایران است‌.

## جمعیت
این روستا در دهستان جهلیان قرار دارد و براساس سرشماری عمومی نفوس و مسکن در سال ۱۳۹۵، جمعیت آن برابر با ۱،۱۱۹ نفر (۲۶۲ خانوار) بوده‌است.